# Gibson SG
Gibson SG je kitara, ki se je pojavila leta 1961. Bila je v celoti lepljena iz mahagonija. Njena značilnost so dolgi in zveneči toni. Je kitara, ki je zaznamovala zgodovino rock glasbe.

## Glasbeniki, ki so igrali na model SG
- Carlos Santana
- Angus Young, AC/DC
- Pete Townshend, The Who
- Eric Clapton, Cream
- Bachman Turner Overdrive
- Mike Oldfield
- Linde Lazer, HIM
- Gorazd Sedmak, Zmelkoow
- Pavel Kavec, OKO
- Marjan Malikovič, Faraoni